# Pieve di Locate
La pieve di Locate o pieve di Sant'Alessandro di Pieve di Locate (in latino: Plebis Locatensis o Plebis Sancti Alexandrii) era il nome di un'antica pieve dell'arcidiocesi di Milano e del Ducato di Milano, dotata per ragioni storiche di due capoluoghi, Locate e Pieve.
Il patrono era sant'Alessandro, cui è dedicata ancora oggi la chiesa prepositurale di Pieve Emanuele.

## Storia
Poche sono le notizie circa la nascita della pieve di Locate che siano pervenute sino a noi, anche se sappiamo con certezza che essa venne costituita già a partire dalla fine del XIII secolo in quanto riportataci nel novero delle pievi di Goffredo da Bussero. All'epoca sappiamo inoltre che esisteva già la sede canonicale di Sant'Alessandro nell'odierna Pieve. A quei tempi, Locate e Pieve costituivano un'unica comunità col nome lombardo di Lochà, distante nove miglia dal capoluogo e col compito di curare la strada di Lacchiarella, antica via Mediolanum-Ticinum e odierna strada statale 35 dei Giovi, e la sua variante la strada Vigentina; al contempo e come tutte le altre pievi, la struttura plebanea assunse anche un valore amministrativo civile.
Fu con l'invasione francese del 1499 che ha origine la frattura del capoluogo, dato che una parte venne data in feudo ai Trivulzio, e un'altra rimase ai Visconti. La località sede della chiesa prepositurale prese ad essere chiamata "pieve di Locate", mentre l'altro territorio fu definito "Locate de' Trivulzi" in onore ai suoi feudatari. Nel 1535 è possibile notare l'eterogeneità del clero presente entro i confini della pieve, dal momento che a Locate stessa viene accolto il monastero di Santa Maria della Fontana. Negli stessi anni si registrò l'aggregazione della chiesa di Basiglio orfana della prepositurale di Decimo, anche se in questo caso la rettifica amministrativa giunse solo duecento anni dopo.
Nel XVIII secolo, all'epoca della visita del cardinale Giuseppe Pozzobonelli, apprendiamo che la pieve locatese comprendeva otto parrocchie sulle quali aveva giurisdizione spirituale e cura d'anime e tale numero rimase invariato sostanzialmente sino al 1972 quando essa venne soppressa per volere dell'arcivescovo Colombo assieme a tutte le altre pievi milanesi che vennero sostituite dai più moderni decanati. Molto prima era invece sparita la pieve amministrativa, travolta nel 1797 dall'invasione dei rivoluzionari francesi.

## Territorio
Nella seconda metà del XVIII secolo, dopo l'aggregazione di Gambarone a Pontesesto, di Nesporedo e della Cassina Tappa a Locate, di Viquarterio a Pieve, e di Mirasole ad Opera, il territorio della pieve era così suddiviso:
| Comuni                                                                         | Parrocchie                                  |
| Comune di Pieve Comune di Fizzonasco Comune di Pizzabrasa Comune di Tolcinasco | Parrocchia prepositurale di Sant'Alessandro |
| Comune di Locate                                                               | Parrocchia di San Vittore                   |
| Comune di Cassino Scanasio                                                     | Parrocchia di San Biagio                    |
| Comune di Opera                                                                | Parrocchia dei Santi Pietro e Paolo         |
| Comune di Pontesesto                                                           | Parrocchia dei Santi Chiara e Francesco     |
| Comune di Quinto de' Stampi                                                    | Parrocchia di Ognissanti                    |
| Comune di Rozzano Comune di Torriggio                                          | Parrocchia di Sant'Ambrogio                 |
| Comune di Basiglio Comune di Romano Paltano                                    | Parrocchia di Sant'Agata vergine e martire  |